# Juan de Villela
Juan de Villela y Olabarrieta (Arrigorriaga, 1563 - Madrid, 3 de enero de 1630) fue un hombre de estado español.

## Biografía
Fue hijo ilegítimo, aunque posteriormente reconocido, de la relación habida entre Pedro de Villela, señor de Villela, y Ana de Olabarrieta y Martínez de Butrón, de Arrigorriaga, anterior al matrimonio de aquel con Constanza de Morga.  
Estudió cánones en la universidad de Oñate, de la que fue rector y catedrático, y en el Colegio Mayor de San Bartolomé de la universidad de Salamanca.
En 1591 pasó al Perú, ocupando plaza de alcalde de corte en la Real Audiencia de Lima durante el virreinato de García Hurtado de Mendoza; seis años más tarde fue oidor de la misma, ya bajo el gobierno de Luis de Velasco y Castilla.  De allí fue promovido en 1608 a presidente y gobernador de Nueva Galicia.
En 1611 volvió a España, sentando plaza en el Consejo de Indias y en el Consejo de Cruzada.  En 1618 fue nombrado caballero de la orden de Santiago y consejero del Consejo de Castilla, y se le envió a los Países Bajos españoles en calidad de superintendente de la justicia militar y miembro del Consejo de guerra de Flandes, donde en aquellos tiempos los tercios españoles libraban la guerra de los ochenta años contra las Provincias Unidas.
En 1622 regresó a la península, donde el nuevo rey Felipe IV le encargó interinamente la gobernación del Consejo de Indias, vacante tras la muerte de Fernando Carrillo; en julio de 1624 fue nombrado presidente titular.  
En enero de 1626 fue trasladado al Consejo de Estado, haciéndose cargo de las dos secretarías de Norte e Italia que hasta entonces habían estado encabezadas respectivamente por Andrés de Prada y Juan de Ciriza hasta su muerte, ocurrida a principios de 1630.
| Predecesor: Fernando Carrillo | Presidente del Consejo de Indias Octubre de 1622 - enero de 1626 | Sucesor: García de Avellaneda y Haro |